# ガリアンソード
ガリアンソード（Galient sword）は、1984年に放送されたロボットアニメ『機甲界ガリアン』に登場する、架空の刀剣の通称。主役ロボットである鉄巨人ガリアンが装備する武装で、いわゆる一般の剣としての形状と、刃の部分を数珠状に分割した鞭状とに変形させられるギミックを持つ。この剣は設定資料集などで「ガリアンソード」や「ガリアンブレード」と呼ばれることもあるものの、正式名称ではなく、アニメの制作スタッフからは「ジャラジャラ剣」と呼称されていた。設定画では単に「剣」または「ガリアンの剣」と記入されている。
このギミックは後年のフィクション作品にも影響を与え、類似した構造を持つ刀剣が数多くの漫画・アニメ作品に登場しており、日本国内のみならず日本国外の特撮映画などにもしばしば登場している。『機甲界ガリアン』と直接の関係のない文脈上でも、このような構造を持つ刀剣を指して「ガリアンソード」「ガリアン剣」といった語が使われることも少なくないが、蛇腹剣（じゃばらけん）や鞭剣（むちけん）、「Snake Sword」「連接剣」「多節剣」「ウィップソード」「連結刃」など、作品によって様々な造語による呼称が用いられる場合もある。

## 概要
テレビアニメ『機甲界ガリアン』におけるガリアンソードは、劇中において古代のオーバーテクノロジーによって作られたという設定が与えられている主役ロボット「ガリアン」の武器の一つで、柄の部分に形状を変えるための機構があり、操作によって自由に剣状と鞭状とを行き来することができる。刀身は複数のセグメントに分割され、それらがワイヤー状のもので数珠繋ぎに連結されている。ワイヤーが巻上げられた状態では剣状を維持し、これを緩ませることで刃は分割され鞭状となる。また、刃を立てた状態で対象に絡ませてから強く引くことで、そのまま切り裂くというワイヤーソーの様な使い方も可能である。

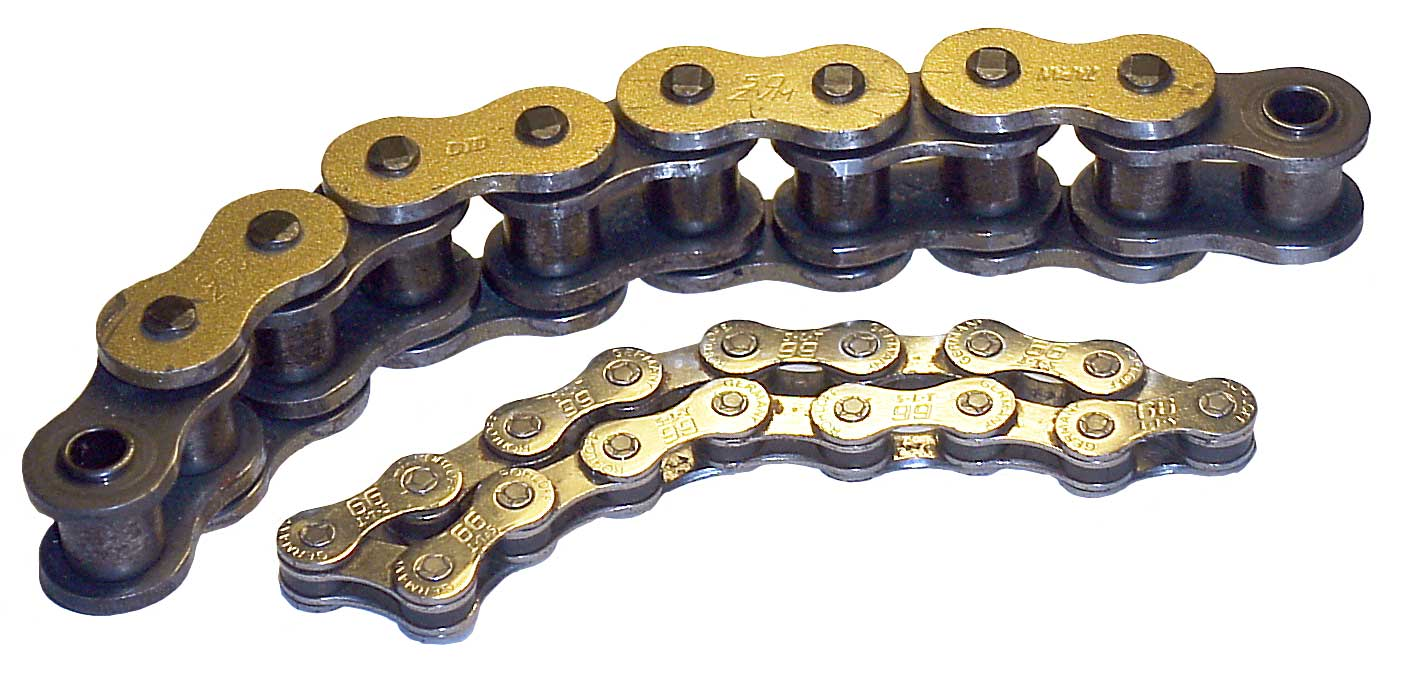
モチーフのひとつとなった、自転車用のローラーチェーン

『ガリアン』の監督を担当した高橋良輔は設定のルーツとして、自身の故郷の不良たちが喧嘩の武器に転用していた自転車用のローラーチェーンと、1981年の映画『レイダース/失われたアーク《聖櫃》』に登場するインディー・ジョーンズ教授が使っている鞭を挙げている。高橋は『ガリアン』で中世ファンタジー系のロボットアニメという題材に取り組むに当たって、エンターテインメント性のためにはリアリティーと荒唐無稽さの両立が不可欠だと考えていたが、ヒロイック・ファンタジー作品に登場するような直刃の西洋剣では直線的な動きは表現できても、インディー・ジョーンズの鞭のように流麗な動きには不向きなのではないかと思い悩んでいた。そこで高橋は、剛直な直刀の西洋剣に、鞭のように華麗で変幻自在な動きと、チェーンソーのようなメカニカルなギミックを加えるためのアイディアとして、変形してワイヤーソーのように敵を切り裂く機構を備えたこの剣を考案したという。
その後に創作された無数の作品でギミックを模倣されることになったガリアンソードであるが、高橋は知的財産権を主張して利益を得ることはしなかったという。高橋は、他人が工夫したアイディアを知らず知らずのうちに使ったり使われたりするのはよくあることであり「お互い様ともいえる」ので、権利を主張することは自分の考えに馴染まず、得られたであろう利益を惜しむ気持ちはないと語っている。

## 劇中での活躍
1984年のテレビアニメ版『機甲界ガリアン』におけるガリアンソードは、鉄巨人ガリアンの左前腕部に鞭状態で格納されており、第2話「ガリアンの目覚め」から登場する。鉄巨人ガリアンの初登場シーンから唯一無二の武装として扱われており、高所から飛び降りつつ鞭状態で抜刀されて先端部分で最初の敵を刺し貫いた後、決めポーズを取りながら剣状態に戻され、続いて2体目の敵と切り結んでこれを倒している。第10話で鉄巨人ガリアンは重装改（アザルトガリアン）へと改造され強力な銃火器を搭載されることになるものの、その後もガリアンソードは主要な装備として用いられ続ける。最終話では、敵の施設「鉄の塔」の強固な外壁に内部への進入経路を開くためにガリアンソードが用いられ、外壁に切れ目を入れて力を加えた際、粉々に砕け散っている。
1986年のOVA版『機甲界ガリアン 鉄の紋章』では、ガリアンに酷似した外見を与えられた新たな主役ロボット「鉄巨人」の武装として類似の武器が登場するが、そのギミックは変更されている。バラバラに砕け散るような形で複数のセグメントに分離した刀身が、ワイヤーで連結されるのではなく独立した飛び道具となり、光の尾を引きながら自在に飛び回って敵を切り刻むのである。

## 現実におけるガリアンソード

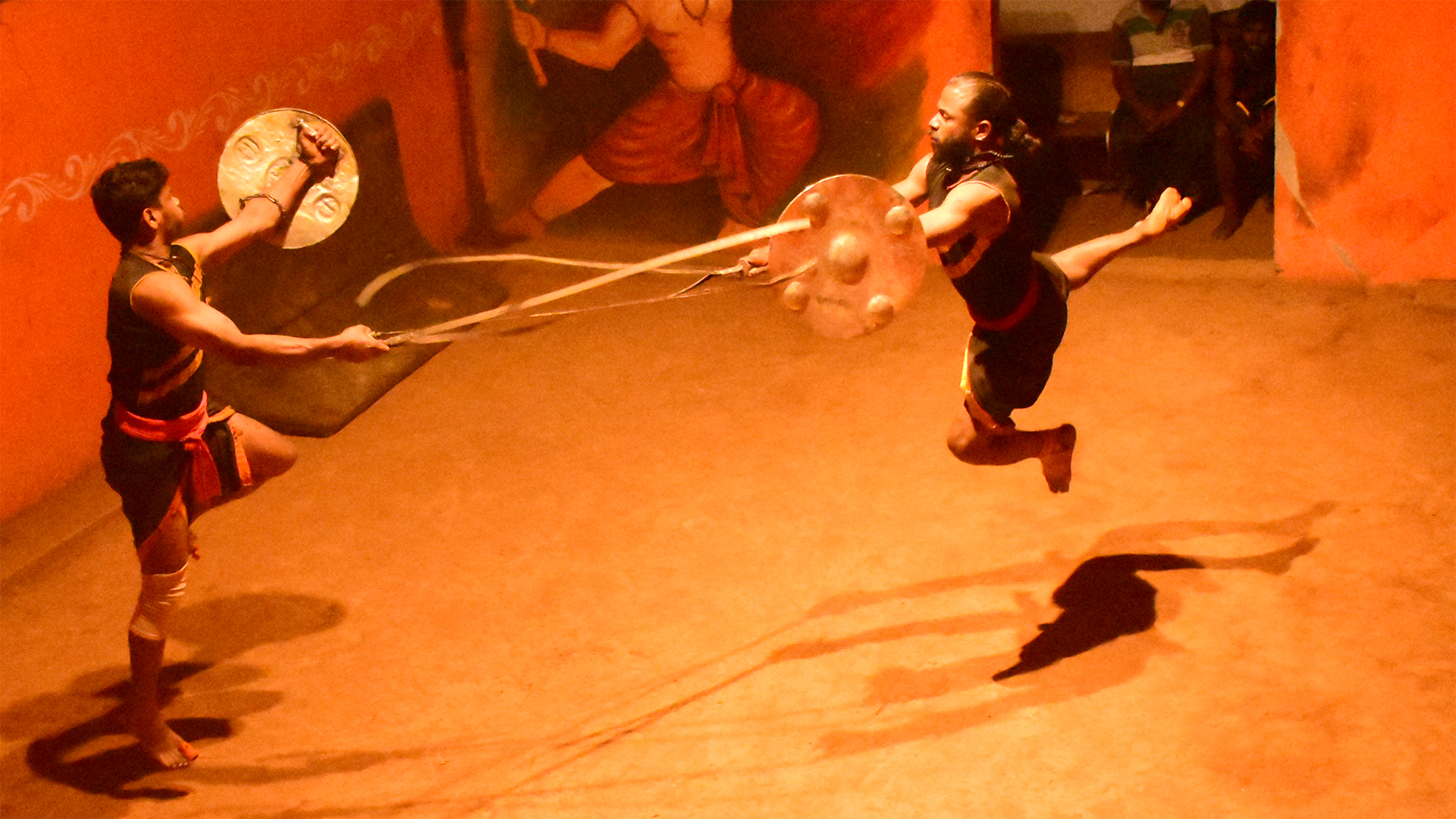
ウルミを用いたカラリパヤットの試合

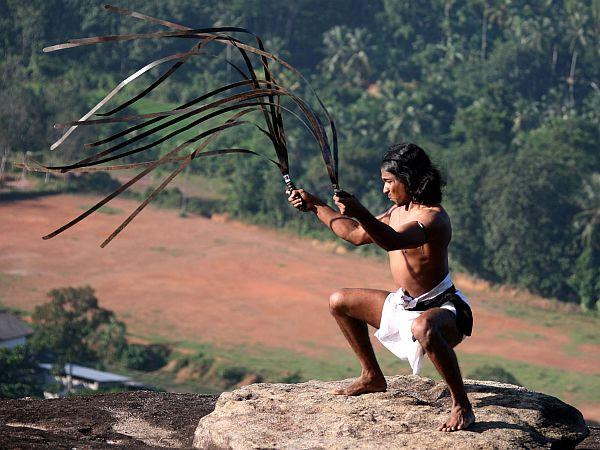
『Ethunu Kaduwa』を使ったアンガンポラの演武

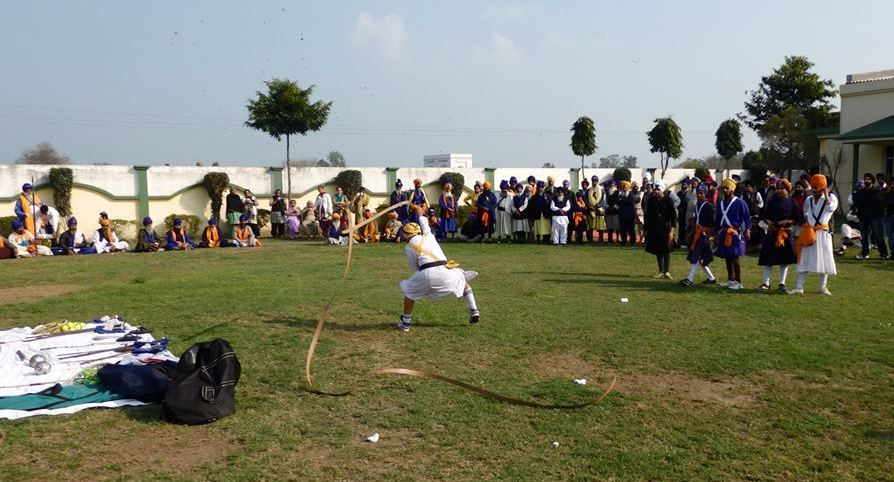
『Aara』を使ったガッカの演武

剣と鞭の特性を兼ね備えた武器であるが、現実にこうした構造が成功した例は歴史上これまでには存在しない。
類似した武器には、インド武術のカラリパヤットで用いられる軟鋼で作られた鞭状の刀身を持つ長剣「ウルミ」がある。これは肉を切り裂くのに十分な鋭さを持っているが、タイトコイルのように巻きつくのに十分な柔らかさはなく、直剣状に固定できないことから刺突もできないため、片手で鞭のようにふるって刃を相手に当てることで斬るという使い方である。インドの伝統武術ではウルミのような「斬れる鞭」が古代から存在しておりラーマーヤナなどの叙事詩にも登場する。インド武術のガッカでは「Aara」と呼ばれる竹製の平たい鞭があり、刺すことは出来ないが両側面が斬れるようになっている（ウルミのような軟鋼製もある）。東南アジアにも類似した武器が存在しており、スリランカの伝統武術であるアンガンポラでは『Ethunu Kaduwa』と呼ばれる短いウルミを束ねたバラ鞭のような武器を両刀で使う。このような剣は英語では「コイルソード（Coil Sword）」「フレキシブルソード（Flexible Sword）」と呼ばれている。
中国大陸には、穴のある硬貨を紐で繋ぎ合わせて剣の形にした「銭剣」と呼ばれる魔除けの道具があり、ガリアンソードと似た形状を持つものの、実戦用の武器ではない。中国の妖怪退治を題材としたフィクション作品ではキョンシーと戦う武器として描かれることもあり、1985年の香港映画『霊幻道士』では銭剣を分解して縄とし相手を縛り上げているシーンがある。
棍棒から多数の節を持つ形態に分割・結合できる多節棍・多節鞭などは、刀身を持たない打撃武器であるが、扱う際の動きがフィクションにおいてガリアンソード状の武器の動きを再現するための参考にされた例がある。また、フィクション上にガリアンソード状の武器を登場させるため、動きを検証したりモーションキャプチャーしたりする目的で、人間が振り回せる大きさで殺傷能力のない模型が作られた例もある。
ガリアンソードの発想のモチーフのひとつとなった自転車用のローラーチェーンは、武器として扱うことは難しいが携帯に便利で、威力はあるにしてもナイフと異なり意図しない致命傷を負わせてしまうリスクが少ないといった理由から、高橋の故郷の不良の間では喧嘩の武器として人気があったという。

## 他のフィクション作品に登場する類似した武器の使い手
ガリアンソードの影響力を示す例として、類似の基準となる、刀身を分割して形態を剣から鞭に変化させられる構造を持つ刀剣が登場するフィクション作品とその使い手を挙げる。

### アニメ
マンソン（アニメ三銃士）
1987年のテレビアニメに登場。1844年の原作小説には登場しないアニメオリジナルの悪役。第45話と第51話にて、マンソンを婚約者の仇として追う主要登場人物、アラミスと対決した際の不意打ちに短剣型のガリアンソード状武器を使う。隠し武器として鞭形態で折り畳まれてポケットに忍ばせてあり、柄頭から出ている紐を引くことで短剣と鞭の状態を切り替えることができる。いずれの登場場面でも短剣での打ち合いから素早く鞭形態に切り替えることでアラミスの剣を絡め取って劣勢を覆し、アラミスを窮地に追い込んでいるが、第45話ではアラミスの婚約者の持ち物であった形見のペンダントを奪い返されて逃げられ、第51話ではそのペンダントにとどめの突きを阻まれる形で連結部分から砕け散り、体勢を崩して崖から転落したマンソンと運命を共にする。
ヘビー総帥（ONE PIECE 珍獣島のチョッパー王国）
2002年のアニメ映画。劇場版オリジナルキャラクター。いくつもの節に分かれた、鞭のようにしなる剣を使用する。
藤乃静留（舞-HiME）、シズル・ヴィオーラ（舞-乙HiME）
2004年および2005年のテレビアニメ。同じ容姿の登場人物がスター・システムとして両作品に登場し、いずれも刀身部分がガリアンソード状になっている薙刀型の武器を使用する。斬ることも絞めつけることも可能。武器自体はエレメントと総称される、高次物質化能力によって召喚される武器の一種という設定。
シグナム（魔法少女リリカルなのはシリーズ）
2005年のテレビアニメ第2期『魔法少女リリカルなのはA's』から登場し、当初は主人公と敵対するが、続編では仲間として登場する。長剣・連結刃・弓矢の三形態に変形し、魔法の発動媒体としても使用できる剣「レヴァンティン」を持つ。ガリアンソードに該当する連結刃形態は「シュランゲフォルム」と称され、この名前は日本語に直訳すると「蛇の形」といった意味になる。武器自体は「ベルカ式アームドデバイス」と総称される、AIを搭載した魔法の武具の一種という設定。
モーショーグン（天元突破グレンラガン）
2007年のテレビアニメ。2008年の映画『劇場版 天元突破グレンラガン 紅蓮篇』に鞭形態を使用する場面が登場する。ガンメンと呼ばれるロボットの一体で、チェーンソードに変形する刀「ワキザシブレード」を装備する。
ジル（ドルアーガの塔 〜the Sword of URUK〜）
2009年のテレビアニメ第2期から主人公の武器として登場。作中に登場する黄金騎士団の標準装備。
グラニルのシグムンド（聖闘士星矢 黄金魂 -soul of gold-）
2015年のウェブアニメにおいて、黄金聖闘士に対する敵キャラクターとして登場する神闘士。蛇腹剣「グラム」の使い手。
マリア・カデンツァヴナ・イヴ（戦姫絶唱シンフォギアGX）
2015年のテレビアニメ。彼女が纏う鎧・シンフォギア「アガートラーム」から生成される剣の形態の一つとして用いられる。なお「アガートラーム」は前作『戦姫絶唱シンフォギアG』において、故人となっているマリアの妹・セレナが使用していた形見であったことが描写されているが、セレナがガリアンソード形態を使用する場面はない。
レギンレイズ・ジュリア（機動戦士ガンダム 鉄血のオルフェンズ）
2016年のテレビアニメ第2期においてジュリエッタ・ジュリスが搭乗するモビルスーツ。「ジュリアンズソード」と呼ばれるガリアンソード状の武器を両腕に装備し二刀流で戦う。
マテリア・シロ（フレームアームズガール）
2017年のアニメ。ガリアンソードと同一のギミックである「ビーストマスターソード」を使用する。なお、この武器は模型メーカー・コトブキヤが発売している人型模型用汎用武器パーツ「ヘヴィウェポンユニット」シリーズの1つとして、アニメ放映以前に同名で商品化されている。
ビャッコ（新幹線変形ロボ シンカリオン）
2018年のアニメ。自らが巨大怪物体となった際に武器としてガリアンソード型の剣を使った。

### 漫画
マカパイン・トーニ・シュトラウス（BASTARD!! -暗黒の破壊神-）
1988年の漫画。劇中に登場する「罪人の剣」に「ガリアン・ソード」とルビが振られている。独自設定として剣を構成する部品ごとに対魔法障壁用の処理が施されており、魔法障壁による防御を無効化する対魔法戦闘武器とのこと。
ヒュンケル（DRAGON QUEST -ダイの大冒険-）
1989年の漫画。1991年のテレビアニメ版にも登場。「鎧の魔剣」という名の、鞘が鎧に変形する魔法の剣を所有する。剣は鎧の一部でもあり、兜に剣を装着すると柄が口元を覆うマスクとなり、刀身はガリアンソード状に分割されて額から後頭部へと垂れ下がる頭飾りへと変形する。劇中ではこの頭飾りを兜に装着したまま鞭状態で振ったり、剣状態に戻しながら頭突きで背面の相手を攻撃するなど、ガリアンソード状の武器として使用する場面も描かれているが、その場合は兜を被っている頭を振って操ることになる。手に保持した状態で鞭形態で攻撃していると解釈できる場面もあるものの、武器の形態として使い分ける場面は少ない。
なお、この剣を使用する必殺技「ブラッディースクライド」は、同じく『機甲界ガリアン』に登場する機甲猟兵ザウエルの「回転剣」のように、刀身を高速回転させ相手を突く技となっている。
ヒュンケルは主人公たちの敵として登場し、後に仲間となるが、後に「鎧の魔剣」の刀身部分は主人公ダイが実父バランとの死闘中に一時的に貸与されて使用し、その際にダイの竜闘気に耐えきれず、バランを退けるのと同時に役目を果たして砕け散る。なお、ダイが「鎧の魔剣」を鞭形態や鎧形態で使用する描写はなく、また以降ヒュンケルの武器となる「鎧の魔槍」にはガリアンソード状のギミックがない。
強化兵（オルフィーナ）
1993年の漫画。グランザの強化兵の一人が使用。ワイヤーを巻き上げる際、刃の向きを互い違いにすることで両刃の短剣に、向きを揃えることで片刃の長剣に切り替えることができる。
蛇骨（犬夜叉）
1996年の漫画。2000年のテレビアニメ版にも登場。「蛇骨刀」という名の、鞭状に変形させることが可能な柳葉刀を扱う。構造はガリアンソードと異なり刀身を横方向に分割するのではなく、積層構造に折り重なった無数の刃を、切っ先と根元にある留め金を支点として鞭状に伸ばして展開するギミックとなっており、刃の形状と独特のしなりで蛇の様にうねりながら敵を仕留める。刀身が10メートル以上あり、敵を絡め取ることもできる。一方、素早く刃を戻すことができないため、接近戦には弱い。
圓円（天上天下）
1997年の漫画。両手剣並みに幅広で長大な刀身と、分裂した刃を繋ぐワイヤーが2本通されている構造で、鞭状態にした剣を脚に巻きつけることでスカートの下に隠している。
ミカエル・ラージネス（悪魔狩り）
1997年の漫画。短期連載された作品にて使用。蛇腹部分は大きな刃に収納されており、変形するというより分離する形になる。
レクリモーザ聖騎士団の団長（ゾンビ屋れい子）
1998年の漫画。主人公の前世である女騎士団長が使用。主に敵に突き刺してから遠心力で振り回す使い方をされている。
ローザ・スプラッシュ（RAVE）
1999年の漫画。銃のような柄が付いたガリアンソード状の武器「踊る狼」を使用。
ジョイ（新暗行御史）
2001年の漫画。双剣の使い手で、二振りのガリアンソード状の武器を同時に操る。
阿散井恋次（BLEACH）
2001年の漫画。2004年のテレビアニメ版にも登場。斬魄刀「蛇尾丸（ざびまる）」を持つ。西洋風の両刃剣ではなく日本刀の外観。
盗賊の頭（CLAYMORE）
2001年の漫画。「隼の剣」というガリアンソード状の武器を得物とし、一般人には全く見えない速度で剣を振り下ろすことができる。
夏侯惇ギロス （BB戦士三国伝）
2007年の漫画『BB戦士三国伝 英雄激突編』や2010年のテレビアニメ『SDガンダム三国伝 Brave Battle Warriors』に登場。蛇骨剛剣（じゃこつごうけん）という名のガリアンソード状武器を使用する。
赤蛇の教団（ロットウルム）（将国のアルタイル）
2007年の漫画。教団の鉄製武器のひとつとして登場。剣ではなく鞭部が鋼鉄の糸で作られている「切断できる鞭」。
クロキ（ブレイザードライブ）
2008年の漫画。大剣「魂喰（ネクロマンサー）」が、蛇腹剣状に変形する。
ガウェイン（エア・ギア）
2002年から2012年の漫画で、2009年に登場したキャラ。使用するエア・トレックの踵に折り畳み式の刃が付いている。
膝丸 燈（テラフォーマーズ）
2012年の漫画。2016年より始まった第三部の第15話にて登場した膝丸 燈の新武器「対テラフォーマー革帯型仕込み刀『膝丸影打』」がそれにあたる。通常はベルトとして腰に巻かれている状態に擬態しており戦闘時にはパーツごとに分割し、その上燈の出した糸をパーツごとの穴に通すことでガリアンソード状に分割可能の漆黒の刀身を持つ日本刀と成す。
パイパー（火線上のハテルマ）
2013年の漫画。テンプル騎士団の末裔であるパイパーの一人が使用。

### ゲーム
ジャンヌ・ダルク（ワールドヒーローズ）
1992年の対戦型格闘ゲーム。プレイヤーキャラクターの一人で、「バスタードバスター」という名称の剣を使う。通常は剣形態だが、「フラッシュソード」「ジャスティスソード」「スラッシュウィップ」などの技でガリアンソード状に分割されて鞭状態に変形する。
ディー（ブランディッシュ4）
1996年のアクションRPG。プレイヤーキャラクターの1人で、鞭を武器に戦う。条件を満たすことで最強武器「ガリアンソード」を入手できる。
アイヴィー（ソウルシリーズ）
1998年に発表された、対戦格闘型ゲームのシリーズ第2作『ソウルキャリバー』以降の作品に登場する、プレイヤーキャラクターの一人。機械仕掛けの剣に魔術で命を吹き込んだガリアンソード状の武器「ヴァレンタイン」を操る。初出作品では「アイヴィーブレード」という名でも呼ばれており、また武器のカテゴリとしては「蛇腹剣」という名称が用いられている。ゲームの開発中に描かれた設定画では「ガリアンソード」や「ガリアン剣」と仮称されていた。
ゲーム中では、プレイヤーの操作に応じて剣と鞭の形態を任意で切り替えながら戦うことができる。また、彼女が使用する必殺技「収束する世界（マイトアトラス）」は、OVA『機甲界ガリアン 鉄の紋章』の終盤で鉄巨人が使った技のように、剣のワイヤーを外し分離状態になった無数の刃が敵に襲いかかる演出となっている。ゲーム上における武器の動きは実物を製作してのモーションキャプチャや、九節鞭の演舞を参考にしてつけられている。開発当時はポリゴンによる3DCGを用いたアクションゲームでガリアンソード状の武器を動かすことは技術的に困難なことと考えられており、担当プログラマは強固に反対したというが、人物のポリゴン数を減らすなどの工夫により実現した。
S・ガイスト（アシュラブレード）
1998年の対戦型格闘ゲーム。ガリアンソード状の武器の使い手で、ラストボスとして登場する。ガリアンソード状の武器による非常に攻撃範囲が広く攻撃と技性能をもつ。
カティ（魔剣X）
1999年のアクションアドベンチャーゲーム。フランベルジェ型のガリアンソード状武器。
ナッシュ・ラトキエ（幻想水滸外伝）
2000年のアドベンチャーゲーム。主人公の武器として登場。刀身に猛毒を仕込んだ二本一対のガリアンソード状武器「双蛇剣グローサー・フルス」を使う。
イグニス（ザ・キング・オブ・ファイターズ）
2001年の対戦型格闘ゲーム『THE KING OF FIGHTERS 2001』から登場。同作のボスキャラクターで、複数ある攻撃手段の一つとして「ガーリアンソード」という名称の武器を使用する。剣ではなく複数の刃を連結したワイヤー状の武器で、刃物のような性質を持つ。
エクリア・フェミリンス（戦女神2 〜失われし記憶への鎮魂歌〜、戦女神VERITA）
2002年のコンピュータRPG。連接剣を使用。
来須蒼真（悪魔城ドラキュラシリーズ）
2003年の『キャッスルヴァニア 〜暁月の円舞曲〜』、2005年の『悪魔城ドラキュラ 蒼月の十字架』に武器の1つとして登場。『暁月の円舞曲』ではウィップソードと呼ばれるリーチの長い剣、『蒼月の十字架』ではガリアンソードという名称でそれぞれ登場。
ジャック・ブラン、織田信長（鬼武者3）
2004年のアクションゲーム。攻撃時に鞭状となりリーチが伸びるガリアンソード状の武器「炎蛇剣」を使う。炎の力を宿している鬼の武器。また、信長も炎蛇剣に酷似した武器を扱う。
竹中半兵衛（戦国BASARAシリーズ）
2006年の『戦国BASARA2』から登場。2010年のテレビアニメ版第2期『戦国BASARA弐』にも登場。「関節剣」という名称のガリアンソード状の武器を持つ。武器によっては万国旗や円錐形のものもある。
神姫（武装神姫バトルロンド）
2007年のオンラインゲーム。有料アイテムとして「スネークソード」の名前で登場し、プレイヤーキャラクターに装備できる。固有の追撃スキル「ピュティアの抱擁」にて鞭状態に変形する。
リース・アルジェント（英雄伝説 空の軌跡 the 3rd）
2007年のコンピュータRPG。ヒロインが装備する武器であり、七耀教会騎士団の武器の一つとして「法剣（テンプルソード）」という名で登場。刃が分裂して飛び回る範囲攻撃技「インフィニティ・スパロー」を発動できる。また、前作「空の軌跡SC」では鞭系武器の一種として「ガリアンソード」が登場した。
ガーランド（ディシディア ファイナルファンタジー）
2008年の対戦アクションゲーム。鎖で連結された変幻自在の大剣。先端部分を飛ばすことによる射撃攻撃や、分離させ二刀流にしたり先端部を直角に曲げて斧として形状を変化させ使用することが可能。
シャドウ（Soul of the Ultimate Nation）
2008年の韓国のMMORPG。作中では「ウィップソード」の名称で登場。
楠舞 神夜（無限のフロンティア スーパーロボット大戦OGサーガ）
2008年のコンピュータRPG。ヒロインの武器、巨大な直刀の「護式・斬冠刀（ごしき・ざんかんとう）」として登場。技「蓬莱の枝」でのみ、伸縮機構による刺突を使う。
続編『EXCEED』では「蓬莱の枝」の強化版「蓬莱の大枝」の他「雨刺鋼」でも伸縮機構を用いる。
リタ・モルディオ（テイルズ オブ ヴェスペリア）
2008年のコンピュータRPG。鞭や布帯を武器とする仲間キャラクターの一人が装備できる武器として、ガリアンソードの形状を持った「ソードウィップ」「アイヴィーブレード」が登場し、装備すると戦闘中のキャラクターの外見にも反映される。武器装備画面や戦闘中に描かれる「アイヴィーブレード」の外見は、同じゲーム会社から発売された『ソウルキャリバー』に登場する同名武器と同じ色やデザインで描かれているが、ゲーム中の解説では「所有者の刻印以外全てが謎」とされており詳細な関連性は語られない。なお「蛇腹状」「鞭に変形するナイフ」という設定が付記されているものの、ゲーム上の扱いは鞭・鎖のカテゴリで、剣としては使用できず、突きの攻撃モーションでも連結を解除した状態のままになっている。
レグルス・ラグナード（闘神都市III）
2008年のコンピュータRPG。闘神となった後に愛用している黒い剣。
イレーネ・フォン・ローゼンバウム（エクシズ・フォルス）
2009年のコンピュータRPG。仲間キャラクターの一人。専用武器「神麗シャインクレール」を使った必殺技「シュトゥルムビューネ」で細剣を鞭状に分割して攻撃する。
インヴィディア（龍骸のイレーネ）（11eyes -罪と罰と贖いの少女-）
2009年のアドベンチャーゲーム。蛇剣「龍骸の剣」を使用。節状に分裂する物ではなく、鞭状にしなる大剣型の武器。
甲斐姫（戦国無双シリーズ、無双OROCHI 2）
2009年のアクションゲーム『戦国無双3』から登場。「浪切」というガリアンソード状武器を持つ。特殊技や無双奥義・皆伝で地面を打つ事により、水飛沫を上げる事が出来る。なお、浪切は史実において甲斐姫が使用したとされる日本刀の名称である。
『ファンタシースターポータブル2』
2009年のコンピュータRPG。プレイヤーキャラクターが装備できる武器として、ガリアンソード状の外見を持つ「蛇腹アルビーノ」「蛇鞭メドゥーサ」「邪鞭ウロボロス」が登場する。
『ベヨネッタ』
2009年のアクションゲーム。敵キャラクターの「アプラウド」が持つ武器の一つとして登場。敵が落とした武器を拾うことで、主人公のベヨネッタも使用できる。二本一対で、柄をつなげることで弓としても使用可能。
テンペルリッター（エヌアイン完全世界）
2010年の対戦格闘型ゲーム。プレイヤーキャラクターの一人。彼女のコンパチであるラスボス、ヴァルキュリアも使用している。
セブン（ファイナルファンタジー零式）
2011年発売のロールプレイングゲーム。プレイヤーキャラクターの一人で、主要武器は作中では鞭剣と表記されている。
『ファンタシースターオンライン2』
2012年のMORPG。プレイヤーキャラクターが装備できる武器として、ガリアンソード状の外見を持つ「蛇腹グリゴロス」「蛇腹クリュソス」が登場する。
灼滅者（サイキックハーツ）
2012年のプレイバイウェブ。灼滅者（プレイヤーキャラクター）が扱える武器として「ウロボロスブレイド」の名称で登場。巻き付いて切り裂きながら動きを封じる・高速で振り回して範囲攻撃を行う・自分の周囲に展開して防御壁とするなどのアビリティを使用可能。
アイリスハート（神次元ゲイム ネプテューヌV）
2012年のコンピュータRPG。2013年のテレビアニメ『超次元ゲイム ネプテューヌ THE ANIMATION』にも登場。主人公の一人であるプルルートが「女神化」によってアイリスハートに変身する事で、使用武器がぬいぐるみから8つのセグメントで構成されたガリアンソード状の剣へと変化し、通常攻撃と攻撃スキルのモーションも専用のものに変化する（スキルの性能は変化しない）。
雀武王（スーパーロボット大戦ORIGINAL GENERATIONシリーズ）
2012年のシミュレーションRPG『第2次スーパーロボット大戦OG』よりゲーム本編に登場。超機人の一体である雀武王が黒蛇刀と呼ばれるガリアンソード状の武器を使用する。敵機に巻きついたり、先端から高熱火炎を吐く。
スカーレット（英雄伝説 閃の軌跡）
2013年のコンピュータRPG。スカーレット自身はテロリストであるが、前述のリース・アルジェントと同様の「法剣（テンプルソード）」を使用する。
ナツナ・トオナギ（アンジュ・ヴィエルジュ）
2013年に提供されたトレーディングカードゲーム及びスマートフォンゲームアプリに登場する緑の世界(グリューネシルト)から来た少女で｢最速のプログレス｣と自負しており「蛇腹剣エンドブレイザー｣と名を持つガリアンソードのように分割可能な剣を操る。
狩人(Bloodborne)
2015年のアクションゲーム。仕掛け武器の一つとして「仕込み杖」が登場し、剣のように扱う形態と、刀身が分割され鞭のように扱う形態の2つの形状を使い分けることができる。後にDLCで追加された仕掛け武器「獣肉断ち」も仕込み杖と同じような機構を持ち、大型の鉈として扱う形態と、刀身が分割され鞭のように扱う形態の2つの形状に変形させられる。
メタルギア・サヘラントロプス（メタルギアソリッドV ファントムペイン）
2015年のステルスアクションゲーム。直立二足歩行兵器であるサヘラントロプスの武装として「アーキアル・ブレード」の名称で登場し、胴体に2本格納されている。基本的には地面に叩きつける（もしくは突き刺す）ことによって極限環境微生物「メタリック・アーキア」を地面に打ち込み、爆発性の金属塊を出現させることで攻撃するが、直接的に攻撃することも可能であり、劇中では戦闘ヘリコプターを串刺しにしている。
ドール(ゼノブレイドクロス)
2015年のRPG。プレイヤーパーティが操縦する巨大ロボット「ドール」に装備することができる兵器のひとつ「G2-Buster」として登場。重力エネルギーを用いて対象を攻撃する大剣型兵装で、不使用時には剣形態で右肩にマウントされ攻撃時には鞭形態で使用される。ゲーム中の戦闘で使用する際の技名が「ガリアンズエッジ」となっている。
アストルフォ(セイバー)(Fate/Grand Order)
2019年に「Fate/Grand Order」に実装されたセイバークラスのサーヴァント、アストルフォが使用。通常攻撃と宝具で使用。
高巻杏（ペルソナ5）
2016年のRPG。パーティメンバーの一人で、鞭状の武器を使用する。装備できる武器の一つに「蛇腹剣」がある。
カグツチ（ゼノブレイド2）
2017年のRPG。鞭のように伸びる2本のサーベルで青い炎を操ることができる。
主人公(ファイアーエムブレム 風花雪月)
2019年のシミュレーションRPG。剣をメインに使う。専用の武器である英雄の遺産「天帝の剣」は蛇腹状に伸びる機構を備えており、間接攻撃ができる。
リディカ、不信者リディカ(エピックセブン)
「エピックセブン」に前者は2019年、後者は2020年に追加。攻撃の際に使用する武器で斬撃及び拘束に使用。
黒蛇騎士・斬風の剣（原神）
2020年にサービス開始したオープンワールドRPG。2022年に追加された魔物「黒蛇騎士・斬風の剣」が使用している。刀身を数珠状にすることでリーチを伸ばした斬撃を放つことが可能であり、更に刀身を6つに分離させて敵に向けて飛ばしたり、自身の前方に展開させたり出来る。また、繰り出される全ての攻撃は風元素の力を纏っている。

### 小説
クオ・ヴァディス・パテル（魔術士オーフェン）
1994年のライトノベル。刃が破片状に散り太刀筋を延長する短剣「星の紋章の剣」を持つ。
ジェイス（ラグナロク）
1998年のライトノベル。「切り裂くもの（ツェアライセン）」という名のガリアンソード状の武器を持つ。
コンヴィクト（スクラップド・プリンセス）
1999年のライトノベル。2016年の宗我部としのりによる漫画版にも登場。2003年のテレビアニメ版には登場しない。原作では第1巻第3章にて、主人公を狙う刺客として登場。丸い鋸状の刃を鋼線で繋げ、いびつな形状の剣としても鞭としても使うことが可能な武器を二刀流で使う。剣自体は正統派を外れて「邪剣」と総称される、さまざまな形態の武器の一種という設定。鞭形態で両腕の袖口に収納されているが同時には使わず、右手側の武器を相手の剣に絡め取らせて封じるまで左手側は隠していた。剣状態で切り結びながら鞭状態に変形させることによって相手の後頭部を狙ったり、鋸状の刃を絡ませて引くことで縫合不可能な切り傷を負わせることができると説明されている。主要登場人物との戦いを繰り広げるものの最終的には錯乱して自滅し、自らの邪剣で自刃する。
聖魔戦使デミアン（ビックリマン2000 集中豪無編）
2001年のオンライン小説。主人公がガリアンソード状の武器「閃斬鎖剣（せんざんチェーンソード）」を使用。
ウォルロット・ウォルハーグ（されど罪人は竜と踊る）
2008年から出版社を移籍して刊行されたライトノベル『されど罪人は竜と踊る Dances with the Dragons』に登場。巨大な二等辺三角形の大剣の刃を複数にスライドさせ、長大な鞭のようになる武器「思推せしオデオン」を操る。
更識楯無（IS 〈インフィニット・ストラトス〉）
2009年のライトノベル。2013年のテレビアニメ第二期にも登場。IS学園生徒会長にして、暗部である更識家の当主。専用機「霧纏の淑女（ミステリアス・レイディ）」の武装の一つに、高圧水流を発する蛇腹剣「ラスティー・ネイル」がある。
カルブルック＝ティーウェ（煉獄姫）
2010年のライトノベル。使用者の意思に反応して自在に動くガリアンソード状の武器「アイリスの七番」の使い手、剣の長さは目測で3〜5メートル。
チャイカ・ボフダーン（棺姫のチャイカ）
2010年のライトノベル。2014年のテレビアニメ版にも登場。ヒロインと同じ名で瓜二つの容姿を持ったライバルキャラクターで、使用者の意思に反応して自在に動くガリアンソード状の武器「蛇咬剣（スネーク・ブレイド）」を使う。剣自体は機剣（コンブレイド）と総称される、持ち主の意思に反応する武器の一種という設定。なお『棺姫のチャイカ』は、前述の『スクラップド・プリンセス』と同じ原作者による小説である。
ニーズヘグ（ニンジャスレイヤー）
2010年から、アメリカ合衆国で発表された小説の翻訳という体裁で連載されたオンライン小説。5分割された刀身が伸縮性の高いワイヤーで連結された刀「ヘビ・ケン」の使い手。
刀身には銛のような逆棘が付いている他、毒も塗ってある。分割して鞭の様に使うのは奥の手であり、安易に見せないようにしている。

### 実写
カミーラ（ウルトラマンティガ THE FINAL ODYSSEY）
2000年の特撮映画。右腕から放つ氷の鞭「カミーラウィップ」と氷剣「アイゾード」を主要武器としている。劇中でカミーラウィップからアイゾードに変化させるシーンがある。
ジャン=フランソワ・ド・モラジアス（ジェヴォーダンの獣）
2001年のフランス映画。「アフリカから持ち帰った剣」という設定で登場。通常はブロードソード型であるが刀身を5分割できる。多節になった刀身を鞭のように使うだけでなく、直剣状態でも振った方向に刀身を曲げることが可能。
主に小道具とストップモーションで再現され、刀身を直剣状態に戻す動作はCGが使われている。メイキングでは、ゲーム『ソウルキャリバー』に登場する「蛇腹剣」を意識したとスタッフが語っている。
麻生ゆり、紅音也（仮面ライダーキバ）
2008年の特撮ドラマ。「素晴らしき青空の会」の会員にのみ配布される「ファンガイアスレイヤー」と呼ばれる小型の暗器。蛇腹状の刀身を持ち、サーベルのような形態と、鞭のような形態の二種類の形状をとる。
形態別に小道具を変えて再現している。
仮面ライダーサガ、仮面ライダーダークキバ（仮面ライダーキバ）
専用武器として、剣状の「ジャコーダーロッド」、鞭状の「ジャコーダービュート」の2通りに変形する「ジャコーダー」を持つ。ちなみにダークキバの使うジャコーダーは、サガの変身者である登太牙がダークキバ変身時に引き続いて使用したものである。
ジャコーダービュート時はCG合成で表現しているが、一部シーンでは小道具を用いて表現している。
ギャバン（海賊戦隊ゴーカイジャーVS宇宙刑事ギャバン THE MOVIE）
2012年の特撮映画。劇中でギャバンがゴーカイジャーを捕縛する際、後述のシャイダーのように「レーザーブレード」をリボン状の鞭に変化させる。
なお、ギャバンのレーザーブレードがリボン状の鞭に変化するのは本作が初であり、テレビシリーズでは使われていない。
ジプシー・デンジャー（パシフィック・リム）
2013年のアメリカ映画。主人公が搭乗する巨大ロボット兵器、ジプシー・デンジャーが改修された際に、「チェーンソード」という武装が両腕に追加される。
格納時は蛇腹状で、刀身を伸ばしてから使用する。
風切 大和 / ジュウオウイーグル（動物戦隊ジュウオウジャー）
2016年の特撮ドラマ。専用武器「イーグライザー」を使用する。普段は一般的な形状の剣で、蛇腹状の刀身を伸ばして使用する。本来はジュウオウイーグルの武器だが、変身前の素体やジュウオウゴリラ形態でも使用する描写がある。またバドが変身するジュウオウバードも同武器を使用する。
キューブコンドル（劇場版 動物戦隊ジュウオウジャー ドキドキサーカスパニック!）
合体巨大ロボ「コンドルワイルド」へ合体後に、巨大版イーグライザーと言える「コンドルセイバー」となる。『帰ってきた動物戦隊ジュウオウジャー お命頂戴!地球王者決定戦』で当初から主人公側の機体として再登場した。
ウルトラマンフーマ（ウルトラマンタイガ）
2019年の特撮ドラマ。第11話「星の魔法が消えた午後」にて、ブロック状に分割した光る鞭状の武器を剣の状態にして、地底怪獣パゴスの腹部を斬って倒した。

## 『機甲界ガリアン』以前の作品に登場する剣と鞭の両用武器
「剣と鞭の両用武器」というアイディアの武器が登場した作品としては、『機甲界ガリアン』よりも先に発表されたものには以下の作品があるが、これらは刀身が分割するのではなく「剣が鞭、あるいはリボン状に変化する」「鞭が剣に変化する」という設定である。
仮面ライダーX（仮面ライダーX）
1974年の特撮ドラマ。主人公のベルト「ライドル」に装備されている同名称の武器。グリップ部の4つボタンを押すことで「ライドルスティック」「ライドロープ」「ライドルホイップ」など多彩な形状に変化する。
それぞれ別の小道具に持ち替えることで再現している。
メーテル（TVアニメ版銀河鉄道999）
1978年のテレビアニメ。原作漫画のエピソード「時間城の海賊」を映像化した80話での偽ハーロックとの決闘で、ヒロインのメーテルが剣に変化する鞭を使用している。原作でもメーテルは鞭を使用しているが剣に変化する描写はなく、原作での同エピソードでは重力サーベルを使用しており、こちらも剣が鞭に変化するといった描写はされていない。
シャイダー（宇宙刑事シャイダー）
1984年の特撮ドラマ。主人公の武器となる光の剣「レーザーブレード」がリボン状の鞭に変形する。ガリアンと同年の作品であるがこちらの方が放送開始が早い。
制作当時はCGが利用できなかったため、光学合成や東通ecgシステムによる編集など、アナログ技術を駆使して実現している。